# Мотобуксировщик
Мотобуксиро́вщик (другое название «мотособака» или «мини-снегоболотоход») — механическое транспортное средство, представляющее собой сцепку из буксировщика на гусеничном ходу, сцепленного с санями или санями-волокушами. Водитель и полезный груз размещается в санях или в волокушах. Некоторые модели мотобуксировщиков могут иметь грузовую площадку непосредственно на самом тягаче.
Двигателем мотобуксировщика является, как правило, одноцилиндровый карбюраторный бензиновый двигатель. Движитель — резинометаллическая гусеница с катковой подвеской, что позволяет мотобуксировщику передвигаться не только по снегу и льду, но и в летнее время по мягкому грунту, например, по заболоченной местности. Мотобуксировщики со склизовой подвеской рассчитаны на передвижение только по снегу.
Трансмиссия — возможны два варианта:
- в более дешёвом варианте двигатель имеет понижающий редуктор и автоматическое центробежное сцепление;
- в более дорогом варианте мотобуксировщик снабжён клиноременным вариатором. Вариатор позволяет плавно изменять крутящий момент, благодаря чему увеличивается сила тяги при преодолении тяжёлых участков пути.

От сцепления или вариатора крутящий момент на ведущую звёздочку гусеничного движителя передаётся цепной передачей, закрытой защитным кожухом. Ряд производителей между вариатором и ведущей звездой устанавливают реверс (заднюю передачу).

Поворот мотобуксировщика осуществляется разворотом буксира относительно саней (изгибанием в сцепном механизме, как и на самоходных скреперах). «Ручка газа» находится на рулевой рукоятке. Тормозной механизм, как правило, отсутствует. Двигатель ряда моделей мотобуксировщиков имеет систему зажигания с дополнительной генераторной катушкой, в этом случае на мотобуксировщик может устанавливаться фара.
Максимальная скорость мотобуксировщика, как правило, не превышает 30-40 км/час.
Мотобуксировщики нашли широкое применение среди рыбаков и охотников, а также могут применяться жителями сельской местности при хозяйственных работах.
В России мотобуксировщики приравнены к средствам малой механизации (как мотоблоки и мотокультиваторы), при их продаже паспорт транспортного средства или паспорт самоходного механизма не выдаётся, следовательно, мотобуксировщики не подлежат регистрации в ГИБДД или в Гостехнадзоре. Так как мотобуксировщики не поднадзорны в контролирующих органах, для их управления водительское или «тракторное» удостоверение не требуется. Однако Правилами дорожного движения движение мотобуксировщиков по дорогам общего пользования запрещено.

## История
Первые образцы мотобуксировщиков были известны в 1950-х годах в США и Канаде. Как правило, это самостоятельно построенные несерийные модели.
- 1962—1963 гг. — в Канаде выпускается мотобуксировщик Hus Ski Snow Traveller built с двигателем West Bend Motor мощностью 10 л. с.
- 1963—1964 гг. — модель Hus Ski M 200 built с двигателем JLO Motor мощностью 8 л. с. и 10,4 л. с.
- 1965—1966 гг. — модель Bolens Hus Ski 444 built с двигателем JLO Motor мощностью 10,4 л. с.
- 1967 г. — модель Bolens Diablo Rouge Model 500 с двигателем Hirth Motor 16 л. с.
- 1968—1969 гг. модель Bolens Diablo Rouge Model 502 с двигателем Hirth Motor 16 л.с[2].

В 1980-е гг. в Канаде в провинции Альберта впервые стали применять «Motodog» — маломощный буксир с гусеничным движителем. В канадской конструкции изначально использовалась сцепка буксира и одних-двух саней-волокуш («плоскодонок»). Устойчивость транспортного средства была тем выше, чем шире и ниже был буксировщик. Позже стали увеличивать мощность двигателя и объём топливного бака, буксировщик стал существенно выше, стали удлинять длину гусеницы. Также для увеличения силы тяги и устойчивости стали применять двухгусеничные конструкции и для большего веса буксира на нём стали устанавливать грузовую площадку. Данной разработкой заинтересовалась компания Caterpillar, которая доработала и несколько лет серийно выпускала данные мотобуксировщики.
В СССР первые упоминания об иностранных моделях мотобуксировщиков стали появляться в научно-популярных журналах в конце 1960-х — начале 1970-х гг.
В 1970-е и в 1980-е гг. советские умельцы самостоятельно конструировали и строили мотобуксировщики из подручных материалов, используя двигатели от бензопилы «Урал», а гусеницы делали из старых транспортёрных лент. Описания конструкций самодельных мотобуксировщиков публиковались в научно-популярных журналах «Моделист-конструктор» и «Техника — молодёжи», самодельщики принимали участие в телевизионных передачах «Это вы можете».
В 1997 году архангельский инженер Анатолий Фомичёв получил патент на полезную модель мотобуксировщика.

## Варианты применения
Самым распространённым способом эксплуатации является сцепка мотобуксировщика и саней-волокуш. Однако такой способ имеет массу недостатков: управление мотобуксировщиком стоя требует сноровки, существует риск падения, снег засыпает внутреннюю поверхность саней.
Вместо саней-волокуш к мотобуксировщику могут быть прицеплены сани на широких полозьях. Водитель управляет сидя «верхом» на скамейке, сзади закреплён груз или размещаются ещё 1-3 человека.
К передней части мотобуксировщика может быть пристыкован лыжный, колёсный (в бесснежное время года), или комбинированный лыжно-колесный модуль.
К мотобуксировщику может быть присоединён прицеп от квадроциклов на колёсах низкого давления в комплектации Skidder (трелёвочник) или Platform (грузовая платформа). Особенностью является высокая устойчивость и удобство управления в сцепке при работе по вывозке лесоматериалов или при перевозке грузов или людей. Прицепная система имеет небольшой вес, а внедорожные колёса низкого давления 22"-11" × 8" с давлением 0,35-0,5 бар не позволяют прицепу глубоко проваливаться в снег или в заболоченный грунт за счёт большой площади опоры.
У большинства мотобуксировщиков отсутствуют тормоза, водителю следует всегда помнить об этом, особенно при езде по пересечённой местности. Некоторые производители, в качестве опции, устанавливают тормоз на вал вариатора, позволяющий быстро остановить буксировщик.

## Разборные снегоходы
Разборные снегоходы — промежуточное звено между мотобуксировщиками и «большими» снегоходами. Могут быть разобраны на несколько частей и перевезены в салоне легкового автомобиля с кузовом «универсал». Сборка и разборка снегохода занимает весьма непродолжительное время.